# Casa Memorială „Ecaterina Teodoroiu”
Casa Memorială „Ecaterina Teodoroiu” este un muzeu județean din Târgu Jiu, amplasat în B-dul Ecaterina Teodoroiu nr. 270. Într-o clădire monument de arhitectură populară, construită la sfârșitul secolului al XIX-lea, sunt expuse: mobilier original de interior țărănesc de la începutul secolului al XX-lea, obiecte personale, fotografii, facsimile, cărți aparținând Ecaterinei Teodoroiu, tânără învățătoare, voluntară în Primul Război Mondial, care a pierit în luptele de la Mărășești (1917).
Clădirea este monument de arhitectură populară, construită la sfârșitul secolului al XIX-lea.

## Imagini

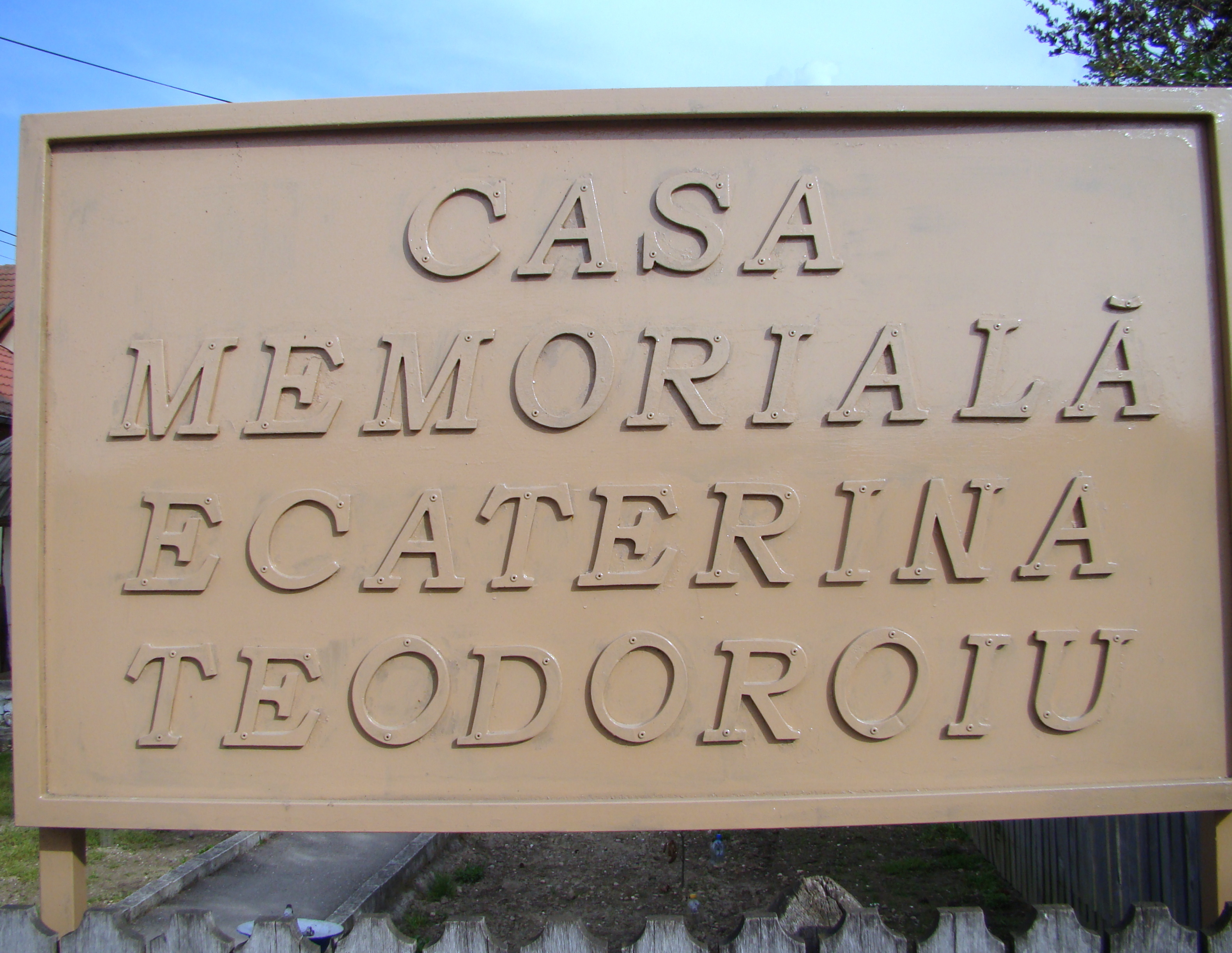
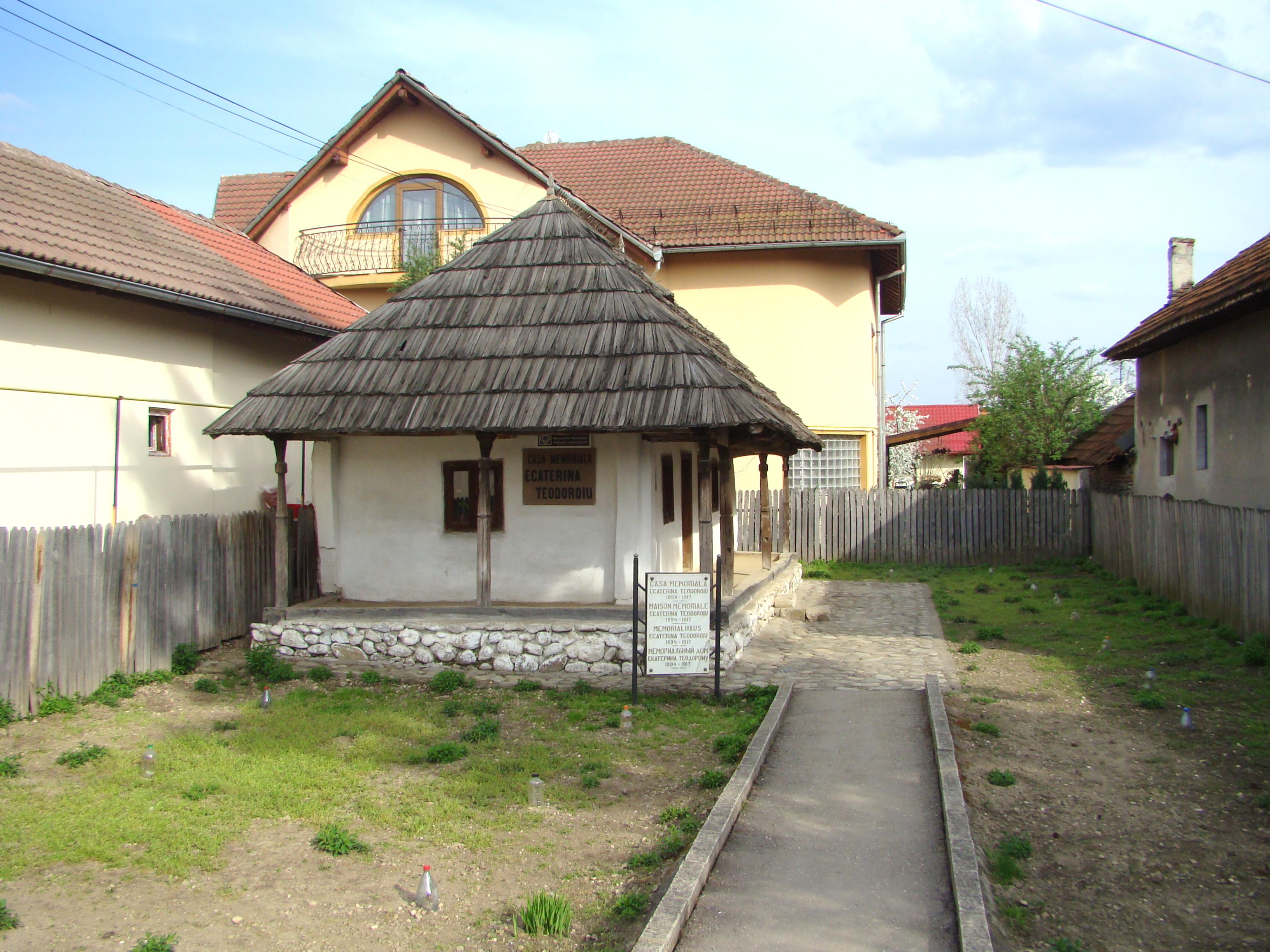
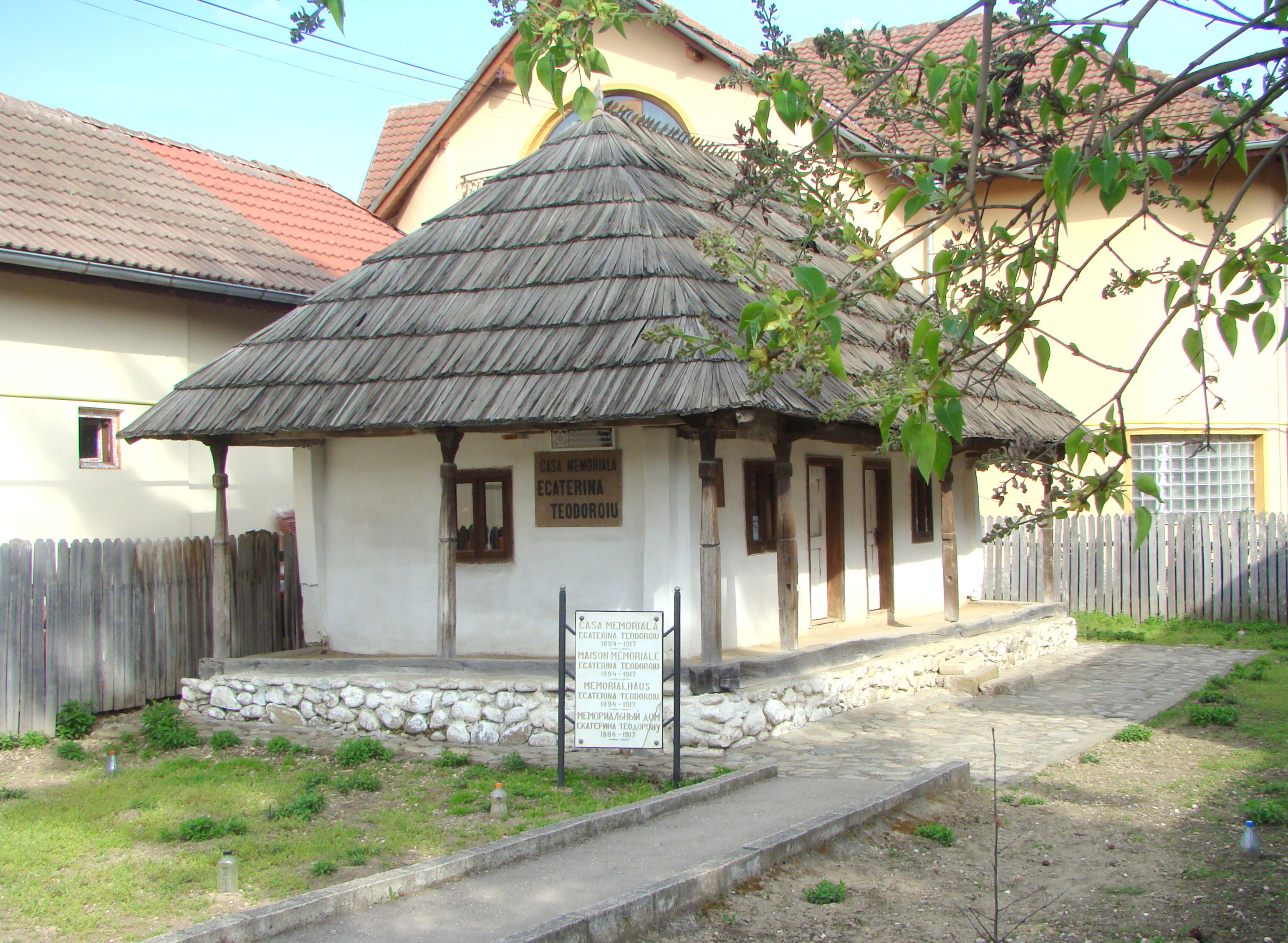
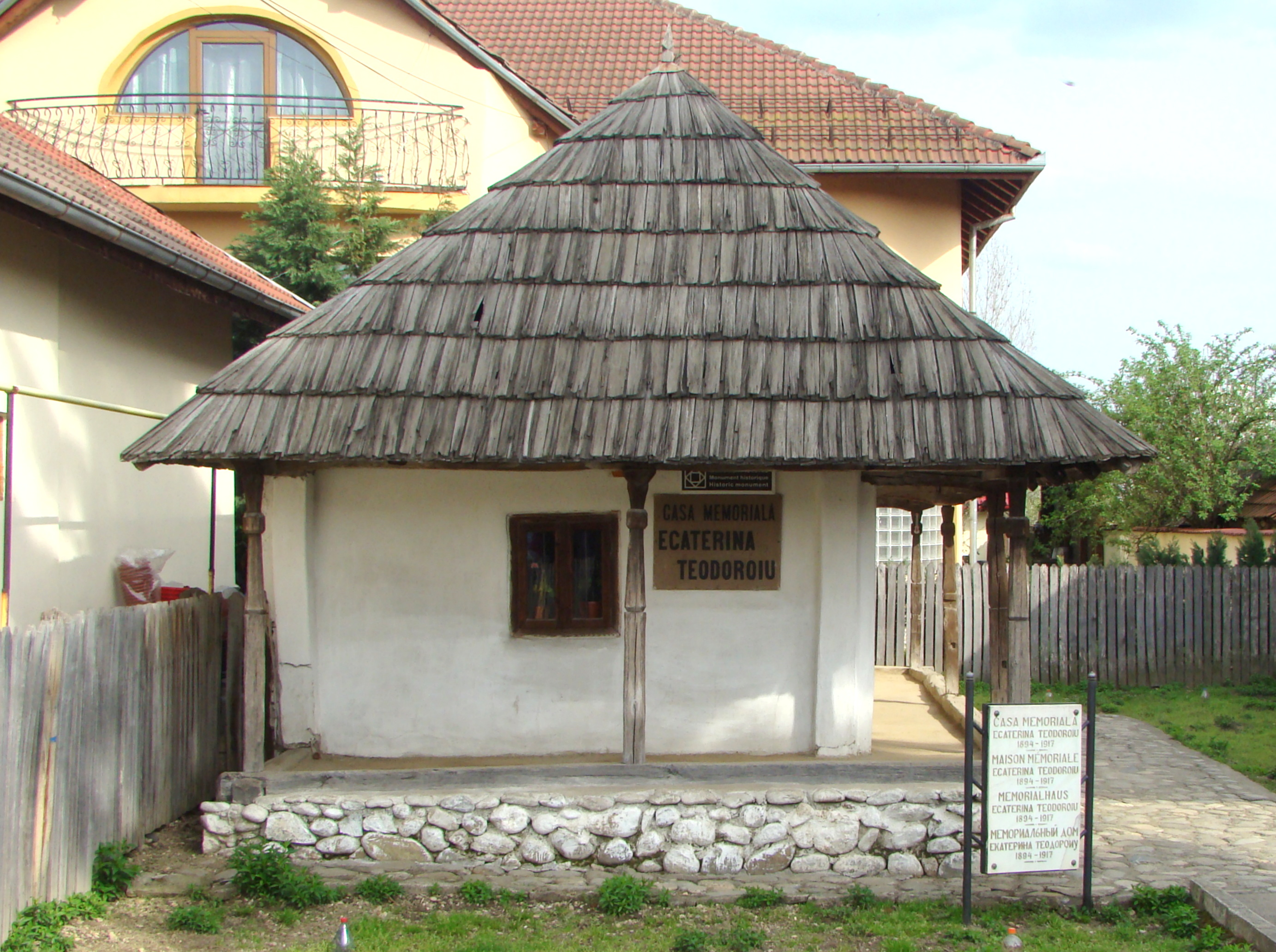